# Éliminatoires de la Coupe du monde de football 2022
Navigation
Éliminatoires de la Coupe du monde 2018 Éliminatoires de la Coupe du monde 2026
Les qualifications pour la Coupe du monde 2022  de football mettent aux prises 210 équipes nationales afin de désigner 31 des 32 formations qui disputeront la phase finale, le Qatar ayant automatiquement sa place en tant que pays hôte de la compétition. Elles se déroulent de l'automne 2020 à l'été 2022, la phase finale ayant pour la première fois lieu en fin d'année (novembre-décembre). Parmi les premiers qualifiés, figure le Brésil, seule équipe à avoir disputé toutes les Coupes du monde depuis 1930. Les autres champions du monde (Allemagne, Angleterre, Espagne, France, Argentine et Uruguay) ont aussi décroché leur place, à l'exception de l'Italie, quatre fois titrée et championne d'Europe en titre. Cette dernière est éliminée en barrages et manque la compétition pour la deuxième fois consécutive ce qui est une grande première. La Russie, engagée dans les barrages européens, est disqualifiée par la FIFA à la suite de l'invasion de l'Ukraine par la Russie. Le tirage au sort des poules du premier tour de la phase finale a lieu à Doha le 1er avril 2022.

## Répartition des équipes qualifiées par confédérations
Les 31 places seront attribuées aux six confédérations de la FIFA. Le nombre d'équipes inscrites et de places qualificatives par confédération est le suivant :
- AFC (Asie) - 46 équipes - 4 ou 5 qualifiées (en plus du Qatar)
- CAF (Afrique) - 54 équipes - 5 qualifiées
- CONCACAF (Amérique du Nord, Amérique centrale et Caraïbes) - 35 équipes - 3 ou 4 qualifiées
- CONMEBOL (Amérique du Sud) - 10 équipes - 4 ou 5 qualifiées
- OFC (Océanie) - 9 équipes - 0 ou 1 qualifiée
- UEFA (Europe) - 55 équipes - 13 qualifiées

## Les 32 équipes qualifiées
Les équipes qualifiées sont issues de phases éliminatoires continentales (disputées en groupes ou/et à élimination directe, avec d'éventuels barrages). Seule l'équipe du pays organisateur, le Qatar, est exemptée de phase préliminaire et est qualifiée d'office, ce qui n'est plus le cas pour l'équipe tenante du titre depuis l'édition de 2006.
| Équipe          | Parcours                                        | Date de qualification | Phase finale | Participations consécutives | Dernière participation | Meilleure performance passée             | Coupe du monde de 2018 |
| --------------- | ----------------------------------------------- | --------------------- | ------------ | --------------------------- | ---------------------- | ---------------------------------------- | ---------------------- |
| Qatar           | Qualifié d'office en tant que pays organisateur | 2 décembre 2010       | 1re          | 1                           | -                      | Éliminatoires (2018, tour final (3e)     | Non qualifié           |
| Allemagne       | 1er du Groupe J de la zone Europe               | 11 octobre 2021       | 20e          | 18                          | 2018                   | Vainqueur (1954, 1974, 1990, 2014)       | 1er tour               |
| Danemark        | 1er du Groupe F de la zone Europe               | 12 octobre 2021       | 6e           | 2                           | 2018                   | Quart de finale (1998)                   | Huitième de finale     |
| Brésil          | 1er de la zone Amérique du Sud                  | 11 novembre 2021      | 22e          | 22                          | 2018                   | Vainqueur (1958, 1962, 1970, 1994, 2002) | Quart de finale        |
| France          | 1er du Groupe D de la zone Europe               | 13 novembre 2021      | 16e          | 7                           | 2018                   | Vainqueur (1998, 2018)                   | Vainqueur              |
| Belgique        | 1er du Groupe E de la zone Europe               | 13 novembre 2021      | 14e          | 3                           | 2018                   | Demi-finale 3e (2018)                    | Demi-finale, 3e        |
| Croatie         | 1er du Groupe H de la zone Europe               | 14 novembre 2021      | 6e           | 3                           | 2018                   | Finaliste (2018)                         | Finaliste              |
| Espagne         | 1er du Groupe B de la zone Europe               | 14 novembre 2021      | 16e          | 12                          | 2018                   | Vainqueur (2010)                         | Huitième de finale     |
| Serbie          | 1er du Groupe A de la zone Europe               | 14 novembre 2021      | 3e           | 2                           | 2018                   | 1er tour (2010, 2018)                    | 1er tour               |
| Suisse          | 1er du Groupe C de la zone Europe               | 15 novembre 2021      | 12e          | 5                           | 2018                   | Quart de finale (1934, 1938, 1954)       | Huitième de finale     |
| Angleterre      | 1er du Groupe I de la zone Europe               | 15 novembre 2021      | 16e          | 7                           | 2018                   | Vainqueur (1966)                         | Demi-finale, 4e        |
| Pays-Bas        | 1er du Groupe G de la zone Europe               | 16 novembre 2021      | 11e          | 1                           | 2014                   | Finaliste (1974, 1978, 2010)             | Non qualifié           |
| Argentine       | 2e de la zone Amérique du Sud                   | 16 novembre 2021      | 18e          | 13                          | 2018                   | Vainqueur (1978, 1986)                   | Huitième de finale     |
| Iran            | 1er du Groupe A de la zone Asie                 | 27 janvier 2022       | 6e           | 3                           | 2018                   | 1er tour (1978, 1998, 2006, 2014, 2018)  | 1er tour               |
| Corée du Sud    | 2e du Groupe A de la zone Asie                  | 1er février 2022      | 11e          | 10                          | 2018                   | Demi-finale 4e (2002)                    | 1er tour               |
| Japon           | 2e du Groupe B de la zone Asie                  | 24 mars 2022          | 7e           | 7                           | 2018                   | Huitième de finale (2002, 2010, 2018)    | Huitième de finale     |
| Arabie saoudite | 1er du Groupe B de la zone Asie                 | 24 mars 2022          | 6e           | 2                           | 2018                   | Huitième de finale (1994)                | 1er tour               |
| Équateur        | 4e de la zone Amérique du Sud                   | 24 mars 2022          | 4e           | 1                           | 2014                   | Huitième de finale (2006)                | Non qualifié           |
| Uruguay         | 3e de la zone Amérique du Sud                   | 24 mars 2022          | 14e          | 4                           | 2018                   | Vainqueur (1930, 1950)                   | Quart de finale        |
| Canada          | 1er du Tour final de la zone Amérique du Nord   | 27 mars 2022          | 2e           | 1                           | 1986                   | 1er tour (1986)                          | Non qualifié           |
| Ghana           | Troisième tour de la zone Afrique               | 29 mars 2022          | 4e           | 1                           | 2014                   | Quart de finale (2010)                   | Non qualifié           |
| Sénégal         | Troisième tour de la zone Afrique               | 29 mars 2022          | 3e           | 2                           | 2018                   | Quart de finale (2002)                   | 1er tour               |
| Portugal        | Barrages de la zone Europe                      | 29 mars 2022          | 8e           | 6                           | 2018                   | Demi-finale 3e (1966)                    | Huitième de finale     |
| Pologne         | Barrages de la zone Europe                      | 29 mars 2022          | 9e           | 2                           | 2018                   | Demi-finale 3e (1974, 1982)              | 1er tour               |
| Tunisie         | Troisième tour de la zone Afrique               | 29 mars 2022          | 6e           | 2                           | 2018                   | 1er tour (1978, 1998, 2002, 2006, 2018)  | 1er tour               |
| Maroc           | Troisième tour de la zone Afrique               | 29 mars 2022          | 6e           | 2                           | 2018                   | Huitième de finale (1986)                | 1er tour               |
| Cameroun        | Troisième tour de la zone Afrique               | 29 mars 2022          | 8e           | 1                           | 2014                   | Quart de finale (1990)                   | Non qualifié           |
| Mexique         | 2e du Tour final de la zone Amérique du Nord    | 30 mars 2022          | 17e          | 8                           | 2018                   | Quart de finale (1970, 1986)             | Huitième de finale     |
| États-Unis      | 3e du Tour final de la zone Amérique du Nord    | 30 mars 2022          | 11e          | 1                           | 2014                   | Demi-finale 3e (1930)                    | Non qualifié           |
| Pays de Galles  | Barrages de la zone Europe                      | 5 juin 2022           | 2e           | 1                           | 1958                   | Quart de finale (1958)                   | Non qualifié           |
| Australie       | Barrage Asie - Amérique du Sud                  | 13 juin 2022          | 6e           | 5                           | 2018                   | Huitième de finale (2006)                | 1er tour               |
| Costa Rica      | Barrage Amérique du Nord - Océanie              | 14 juin 2022          | 6e           | 3                           | 2018                   | Quart de finale (2014)                   | 1er tour               |

Équipes non-qualifiées et présentes lors de l'édition 2018 :
- Russie : Quart de finale  (Qualifiée pour les barrages mais exclue par la FIFA le 28 février 2022 à la suite de l'invasion de l'Ukraine par la Russie[1])
- Suède : Quart de finale
- Colombie : Huitième de finale
- Égypte : 1er tour
- Islande : 1er tour
- Nigeria : 1er tour
- Panama : 1er tour
- Pérou : 1er tour

## Format des qualifications
|       | Confédération | Nom de la zone                                            | Engagés | Places | Équipes qualifiées                                                                                                   |
| ----- | ------------- | --------------------------------------------------------- | ------- | ------ | --- |
|       | UEFA          | Europe (article)                                          | 55      | 13     | Allemagne Angleterre Belgique Croatie Danemark Espagne France Pays-Bas Pays de Galles Pologne Portugal Serbie Suisse |
|       | CAF           | Afrique (article)                                         | 54      | 5      | Cameroun Ghana Maroc Sénégal Tunisie                                                                                 |
|       | CONCACAF      | Amérique du Nord, Amérique centrale et Caraïbes (article) | 35      | 4 (*)  | Canada Costa Rica États-Unis Mexique                                                                                 |
|       | CONMEBOL      | Amérique du Sud (article)                                 | 10      | 4 (*)  | Argentine Brésil Équateur Uruguay                                                                                    |
|       | AFC           | Asie (article)                                            | 46      | 6 (*)  | Arabie saoudite Australie Corée du Sud Iran Japon Qatar (pays hôte)                                                  |
|       | OFC           | Océanie (article)                                         | 9       | 0 (*)  | |
| Total | Total         | Total                                                     | 209     | 32     | |

(*) : Le nombre de places définitif concernant quatre zones (l'Amérique du Nord, Amérique centrale et Caraïbes (CONCACAF), l'Amérique du Sud (CONMEBOL), l'Asie (AFC) et l'Océanie (OFC)) a été fixé par les résultats des barrages intercontinentaux.

## Résultats des qualifications par confédération
Dans les phases de qualification en groupe disputées selon le système de championnat, lorsque des équipes se retrouvent à égalité de points à l'issue de la dernière journée, elles sont classées et départagées suivant :
1. la meilleure différence de buts ;
2. le plus grand nombre de buts marqués ;
3. le plus grand nombre de points obtenus lors des rencontres entre les équipes concernées ;
4. la meilleure différence de buts lors des rencontres entre les équipes concernées ;
5. le plus grand nombre de buts marqués lors des rencontres entre les équipes concernées ;
6. le plus grand nombre de buts marqués à l’extérieur dans les rencontres aller-retour entre les équipes concernées (si elles sont deux) ;
7. le plus petit nombre de points disciplinaires sur l'ensemble des matchs du groupe suivant le barème : 1 point pour un avertissement reçu par un joueur non suivi d'une expulsion, 3 pts pour le second avertissement dans un match reçu par le même joueur entraînant une expulsion, 4 pts pour une expulsion directe, 5 pts pour une expulsion directe d'un joueur déjà averti dans le match ;

Si le départage pour la qualification entre des équipes à égalité dans un groupe est impossible suivant les critères ci-dessus, alors un tirage au sort est effectué par la commission d'organisation de la FIFA.

### Asie (AFC)

#### Premier tour
Il ne concerne que les douze équipes asiatiques les moins bien classées par la FIFA qui s'affrontent alors en matchs aller-retour à élimination directe.
| Équipe   | Aller | Total | Retour             | Équipe         |
| -------- | ----- | ----- | ------------------ | -------------- |
| Mongolie | 2 - 0 | 3 - 2 | 1 - 2              | Brunei         |
| Macao    | 1 - 0 | 1 - 3 | 0 - 3 (tapis vert) | Sri Lanka      |
| Laos     | 0 - 1 | 0 - 1 | 0 - 0              | Bangladesh     |
| Malaisie | 1 - 1 | 2 - 1 | 1 - 0              | Timor oriental |
| Cambodge | 2 - 0 | 4 - 1 | 2 - 1              | Pakistan       |
| Bhoutan  | 1 - 0 | 1 - 5 | 0 - 5              | Guam           |

- La FIFA sanctionne Macao pour ne pas avoir joué le match retour du premier tour de la compétition préliminaire, attribuant la victoire sur tapis vert au Sri Lanka (3-0)[3].

#### Deuxième tour
Les 40 équipes sont réparties en huit groupes de cinq et se rencontrent en matchs aller-retour au sein de chaque groupe. Les premiers de chaque groupe accèdent au troisième tour, ainsi que les quatre meilleurs deuxièmes.

##### Groupe A
| Rang | Équipe      | Pts | J | G | N | P | Bp | Bc | Diff |  | Résultats (▼ dom., ► ext.) |     |     |     |     |     |
| ---- | ----------- | --- | - | - | - | - | -- | -- | ---- |  | -------------------------- | --- | --- | --- | --- | --- |
| 1    | Syrie       | 21  | 8 | 7 | 0 | 1 | 22 | 7  | +15  |  | Syrie                      |     | 2-1 | 1-0 | 2-1 | 4-0 |
| 2    | Chine       | 19  | 8 | 6 | 1 | 1 | 30 | 3  | +27  |  | Chine                      | 3-1 |     | 2-0 | 5-0 | 7-0 |
| 3    | Philippines | 11  | 8 | 3 | 2 | 3 | 12 | 11 | +1   |  | Philippines                | 2-5 | 0-0 |     | 1-1 | 3-0 |
| 4    | Maldives    | 7   | 8 | 2 | 1 | 5 | 7  | 20 | -13  |  | Maldives                   | 0-4 | 0-5 | 1-2 |     | 3-1 |
| 5    | Guam        | 0   | 8 | 0 | 0 | 8 | 2  | 32 | -30  |  | Guam                       | 0-3 | 0-7 | 1-4 | 0-1 |     |

##### Groupe B
| Rang | Équipe         | Pts | J | G | N | P | Bp | Bc | Diff |  | Résultats (▼ dom., ► ext.) |     |     |     | Drapeau du Népal |     |
| ---- | -------------- | --- | - | - | - | - | -- | -- | ---- |  | -------------------------- | --- | --- | --- | ---------------- | --- |
| 1    | Australie      | 24  | 8 | 8 | 0 | 0 | 28 | 2  | +26  |  | Australie                  |     | 3-0 | 1-0 | 5-0              | 5-1 |
| 2    | Koweït         | 14  | 8 | 4 | 2 | 2 | 19 | 7  | +12  |  | Koweït                     | 0-3 |     | 0-0 | 7-0              | 9-0 |
| 3    | Jordanie       | 14  | 8 | 4 | 2 | 2 | 13 | 3  | +10  |  | Jordanie                   | 0-1 | 0-0 |     | 3-0              | 5-0 |
| 4    | Népal          | 6   | 8 | 2 | 0 | 6 | 4  | 22 | -18  |  | Népal                      | 0-3 | 0-1 | 0-3 |                  | 2-0 |
| 5    | Taipei chinois | 0   | 8 | 0 | 0 | 8 | 4  | 34 | -30  |  | Taipei chinois             | 1-7 | 1-2 | 1-2 | 0-2              |     |

##### Groupe C
| Rang | Équipe    | Pts | J | G | N | P | Bp | Bc | Diff |  | Résultats (▼ dom., ► ext.) |      |     |     |     |      |
| ---- | --------- | --- | - | - | - | - | -- | -- | ---- |  | -------------------------- | ---- | --- | --- | --- | ---- |
| 1    | Iran      | 18  | 8 | 6 | 0 | 2 | 34 | 4  | +30  |  | Iran                       |      | 1-0 | 3-0 | 3-1 | 14-0 |
| 2    | Irak      | 17  | 8 | 5 | 2 | 1 | 14 | 4  | +10  |  | Irak                       | 2-1  |     | 0-0 | 2-0 | 4-1  |
| 3    | Bahreïn   | 15  | 8 | 4 | 3 | 1 | 15 | 4  | +11  |  | Bahreïn                    | 1-0  | 1-1 |     | 4-0 | 8-0  |
| 4    | Hong Kong | 5   | 8 | 1 | 2 | 5 | 4  | 13 | -9   |  | Hong Kong                  | 0-2  | 0-1 | 0-0 |     | 2-0  |
| 5    | Cambodge  | 1   | 8 | 0 | 1 | 7 | 2  | 44 | -42  |  | Cambodge                   | 0-10 | 0-4 | 0-1 | 1-1 |      |

##### Groupe D
| Rang | Équipe          | Pts | J | G | N | P | Bp | Bc | Diff |  | Résultats (▼ dom., ► ext.) |     |     |     |     |     |
| ---- | --------------- | --- | - | - | - | - | -- | -- | ---- |  | -------------------------- | --- | --- | --- | --- | --- |
| 1    | Arabie saoudite | 20  | 8 | 6 | 2 | 0 | 22 | 4  | +18  |  | Arabie saoudite            |     | 3-0 | 5-0 | 3-0 | 3-0 |
| 2    | Ouzbékistan     | 15  | 8 | 5 | 0 | 3 | 18 | 9  | +9   |  | Ouzbékistan                | 2-3 |     | 2-0 | 5-0 | 5-0 |
| 3    | Palestine       | 10  | 8 | 3 | 1 | 4 | 10 | 10 | 0    |  | Palestine                  | 0-0 | 2-0 |     | 4-0 | 3-0 |
| 4    | Singapour       | 7   | 8 | 2 | 1 | 5 | 7  | 22 | -15  |  | Singapour                  | 0-3 | 1-3 | 2-1 |     | 2-2 |
| 5    | Yémen           | 5   | 8 | 1 | 2 | 5 | 6  | 18 | -12  |  | Yémen                      | 2-2 | 0-1 | 1-0 | 1-2 |     |

##### Groupe E
| Rang | Équipe      | Pts | J | G | N | P | Bp | Bc | Diff |  | Résultats (▼ dom., ► ext.) |     |     |     |     |     |
| ---- | ----------- | --- | - | - | - | - | -- | -- | ---- |  | -------------------------- | --- | --- | --- | --- | --- |
| 1    | Qatar       | 22  | 8 | 7 | 1 | 0 | 18 | 1  | +17  |  | Qatar                      |     | 2-1 | 0-0 | 6-0 | 5-0 |
| 2    | Oman        | 18  | 8 | 6 | 0 | 2 | 16 | 6  | +10  |  | Oman                       | 0-1 |     | 1-0 | 3-0 | 4-1 |
| 3    | Inde        | 7   | 8 | 1 | 4 | 3 | 6  | 7  | -1   |  | Inde                       | 0-1 | 1-2 |     | 1-1 | 1-1 |
| 4    | Afghanistan | 6   | 8 | 1 | 3 | 4 | 5  | 15 | -10  |  | Afghanistan                | 0-1 | 1-2 | 1-1 |     | 1-0 |
| 5    | Bangladesh  | 2   | 8 | 0 | 2 | 6 | 3  | 19 | -16  |  | Bangladesh                 | 0-2 | 0-3 | 0-2 | 1-1 |     |

##### Groupe F
| Rang | Équipe       | Pts | J | G | N | P | Bp | Bc | Diff |  | Résultats (▼ dom., ► ext.) |      |     |     |     |      |
| ---- | ------------ | --- | - | - | - | - | -- | -- | ---- |  | -------------------------- | ---- | --- | --- | --- | ---- |
| 1    | Japon        | 24  | 8 | 8 | 0 | 0 | 46 | 2  | +44  |  | Japon                      |      | 4-1 | 5-1 | 6-0 | 10-0 |
| 2    | Tadjikistan  | 13  | 8 | 4 | 1 | 3 | 14 | 12 | +2   |  | Tadjikistan                | 0-3  |     | 1-0 | 3-0 | 4-0  |
| 3    | Kirghizistan | 10  | 8 | 3 | 1 | 4 | 19 | 12 | +7   |  | Kirghizistan               | 0-2  | 1-1 |     | 0-1 | 7-0  |
| 4    | Mongolie     | 6   | 8 | 2 | 0 | 6 | 3  | 27 | -24  |  | Mongolie                   | 0-14 | 0-1 | 1-2 |     | 1-0  |
| 5    | Birmanie     | 6   | 8 | 2 | 0 | 6 | 6  | 35 | -29  |  | Birmanie                   | 0-2  | 4-3 | 1-8 | 1-0 |      |

##### Groupe G
| Rang | Équipe              | Pts | J | G | N | P | Bp | Bc | Diff |  | Résultats (▼ dom., ► ext.) |     |     |     |     |     |
| ---- | ------------------- | --- | - | - | - | - | -- | -- | ---- |  | -------------------------- | --- | --- | --- | --- | --- |
| 1    | Émirats arabes unis | 18  | 8 | 6 | 0 | 2 | 23 | 7  | +16  |  | Émirats arabes unis        |     | 3-2 | 4-0 | 3-1 | 5-0 |
| 2    | Viêt Nam            | 17  | 8 | 5 | 2 | 1 | 13 | 5  | +8   |  | Viêt Nam                   | 1-0 |     | 1-0 | 0-0 | 4-0 |
| 3    | Malaisie            | 12  | 8 | 4 | 0 | 4 | 10 | 12 | -2   |  | Malaisie                   | 1-2 | 1-2 |     | 2-1 | 2-0 |
| 4    | Thaïlande           | 9   | 8 | 2 | 3 | 3 | 9  | 9  | 0    |  | Thaïlande                  | 2-1 | 0-0 | 0-1 |     | 2-2 |
| 5    | Indonésie           | 1   | 8 | 0 | 1 | 7 | 5  | 27 | -22  |  | Indonésie                  | 0-5 | 1-3 | 0-3 | 2-3 |     |

##### Groupe H
| Rang | Équipe        | Pts     | J       | G       | N       | P       | Bp      | Bc      | Diff    |  | Résultats (▼ dom., ► ext.) |     |     |     |     |
| ---- | ------------- | ------- | ------- | ------- | ------- | ------- | ------- | ------- | ------- |  | -------------------------- | --- | --- | --- | --- |
| 1    | Corée du Sud  | 16      | 6       | 5       | 1       | 0       | 22      | 1       | +21     |  | Corée du Sud               |     | 2-1 | 5-0 | 8-0 |
| 2    | Liban         | 10      | 6       | 3       | 1       | 2       | 11      | 8       | +3      |  | Liban                      | 0-0 |     | 2-1 | 3-2 |
| 3    | Turkménistan  | 9       | 6       | 3       | 0       | 3       | 8       | 11      | -3      |  | Turkménistan               | 0-2 | 3-2 |     | 2-0 |
| 4    | Sri Lanka     | 0       | 6       | 0       | 0       | 6       | 2       | 23      | -21     |  | Sri Lanka                  | 0-5 | 0-3 | 0-2 |     |
| 0    | Corée du Nord | Forfait | Forfait | Forfait | Forfait | Forfait | Forfait | Forfait | Forfait |  |                            |     |     |     |     |

Le 16 mai 2021, l'AFC annonce le retrait de la Corée du Nord des éliminatoires ; les craintes liées à la pandémie de Covid-19 seraient à l'origine de ce forfait, à l'instar du forfait du pays pour les Jeux olympiques de 2020. Tous leurs résultats sont déclarés nuls et non avenus.

##### Classement des deuxièmes
| Rang | Équipe             | Pts | J | G | N | P | Bp | Bc | Diff |
| ---- | ------------------ | --- | - | - | - | - | -- | -- | ---- |
| 1    | Chine (Gr A)       | 13  | 6 | 4 | 1 | 1 | 23 | 3  | +20  |
| 2    | Oman (Gr E)        | 12  | 6 | 4 | 0 | 2 | 9  | 5  | +4   |
| 3    | Irak (Gr C)        | 11  | 6 | 3 | 2 | 1 | 6  | 3  | +3   |
| 4    | Viêt Nam (Gr G)    | 11  | 6 | 3 | 2 | 1 | 6  | 4  | +2   |
| 5    | Liban (Gr H)       | 10  | 6 | 3 | 1 | 2 | 11 | 8  | +3   |
| 6    | Tadjikistan (Gr F) | 10  | 6 | 3 | 1 | 2 | 7  | 8  | -1   |
| 7    | Ouzbékistan (Gr D) | 9   | 6 | 3 | 0 | 3 | 12 | 9  | +3   |
| 8    | Koweït (Gr B)      | 8   | 6 | 2 | 2 | 2 | 8  | 6  | +2   |

Le Qatar ayant remporté le groupe E, il se qualifie pour la Coupe d’Asie. Le cinquième meilleur deuxième récupère la place du Qatar au troisième tour de qualification pour la Coupe du monde. La Chine, pays organisateur de la Coupe d'Asie, ayant terminé dans les quatre meilleurs deuxièmes, le cinquième meilleur deuxième est qualifié aussi pour la Coupe d'Asie.

#### Troisième tour
Les 12 équipes sont réparties en deux groupes de six et se rencontrent en matchs aller-retour au sein de chaque groupe. Les deux premiers de chaque groupe se qualifient directement pour la Coupe du monde, les deux troisièmes se rencontrent au quatrième tour.

##### Groupe A
| Rang | Équipe              | Pts | J  | G | N | P | Bp | Bc | Diff |  | Résultats (▼ dom., ► ext.) |     |     |     |     |     |     |
| ---- | ------------------- | --- | -- | - | - | - | -- | -- | ---- |  | -------------------------- | --- | --- | --- | --- | --- | --- |
| 1    | Iran                | 25  | 10 | 8 | 1 | 1 | 15 | 4  | +11  |  | Iran                       |     | 1-1 | 1-0 | 1-0 | 1-0 | 2-0 |
| 2    | Corée du Sud        | 23  | 10 | 7 | 2 | 1 | 13 | 3  | +10  |  | Corée du Sud               | 2-0 |     | 1-0 | 0-0 | 2-1 | 1-0 |
| 3    | Émirats arabes unis | 12  | 10 | 3 | 3 | 4 | 7  | 7  | 0    |  | Émirats arabes unis        | 0-1 | 1-0 |     | 2-2 | 2-0 | 0-0 |
| 4    | Irak                | 9   | 10 | 1 | 6 | 2 | 6  | 12 | -6   |  | Irak                       | 0-3 | 0-3 | 1-0 |     | 1-1 | 0-0 |
| 5    | Syrie               | 6   | 10 | 1 | 3 | 6 | 9  | 16 | -7   |  | Syrie                      | 0-3 | 0-2 | 1-1 | 1-1 |     | 2-3 |
| 6    | Liban               | 6   | 10 | 1 | 3 | 6 | 5  | 13 | -8   |  | Liban                      | 1-2 | 0-1 | 0-1 | 1-1 | 0-3 |     |

##### Groupe B
| Rang | Équipe          | Pts | J  | G | N | P | Bp | Bc | Diff |  | Résultats (▼ dom., ► ext.) |     |     |     |     |     |     |
| ---- | --------------- | --- | -- | - | - | - | -- | -- | ---- |  | -------------------------- | --- | --- | --- | --- | --- | --- |
| 1    | Arabie saoudite | 23  | 10 | 7 | 2 | 1 | 12 | 6  | +6   |  | Arabie saoudite            |     | 1-0 | 1-0 | 1-0 | 3-2 | 3-1 |
| 2    | Japon           | 22  | 10 | 7 | 1 | 2 | 12 | 4  | +8   |  | Japon                      | 2-0 |     | 2-1 | 0-1 | 2-0 | 1-1 |
| 3    | Australie       | 15  | 10 | 4 | 3 | 3 | 15 | 9  | +6   |  | Australie                  | 0-0 | 0-2 |     | 3-1 | 3-0 | 4-0 |
| 4    | Oman            | 14  | 10 | 4 | 2 | 4 | 11 | 10 | +1   |  | Oman                       | 0-1 | 0-1 | 2-2 |     | 2-0 | 3-1 |
| 5    | Chine           | 6   | 10 | 1 | 3 | 6 | 9  | 19 | -10  |  | Chine                      | 1-1 | 0-1 | 1-1 | 1-1 |     | 3-2 |
| 6    | Viêt Nam        | 4   | 10 | 1 | 1 | 8 | 8  | 19 | -11  |  | Viêt Nam                   | 0-1 | 0-1 | 0-1 | 0-1 | 3-1 |     |

#### Quatrième tour
Les deux équipes s'affrontent en match unique au Qatar le 7 juin 2022. Le vainqueur de la confrontation se qualifie pour les barrages intercontinentaux.
| Équipe              | Score | Équipe    |
| ------------------- | ----- | --------- |
| Émirats arabes unis | 1 - 2 | Australie |

### Afrique (CAF)
La CAF a annoncé le 10 juillet 2019, un retour au format utilisé lors des Éliminatoires de la Coupe du monde de football 2014.

#### Premier tour
Il concerne les vingt-huit équipes africaines les moins bien classées par la FIFA, qui s'affrontent alors en matchs aller-retour à élimination directe. Les quatorze vainqueurs accèdent au deuxième tour.
| Équipe               | Aller | Total             | Retour | Équipe             |
| -------------------- | ----- | ----------------- | ------ | ------------------ |
| Éthiopie             | 0 - 0 | 1 - 1             | 1 - 1  | Lesotho            |
| Somalie              | 1 - 0 | 2 - 3             | 1 - 3  | Zimbabwe           |
| Érythrée             | 1 - 2 | 1 - 4             | 0 - 2  | Namibie            |
| Burundi              | 1 - 1 | 2 - 2 (1 - 3 tab) | 1 - 1  | Tanzanie           |
| Djibouti             | 2 - 1 | 2 - 1             | 0 - 0  | Eswatini           |
| Botswana             | 0 - 0 | 0 - 1             | 0 - 1  | Malawi             |
| Gambie               | 0 - 1 | 1 - 3             | 1 - 2  | Angola             |
| Liberia              | 3 - 1 | 3 - 2             | 0 - 1  | Sierra Leone       |
| Maurice              | 0 - 1 | 0 - 3             | 0 - 2  | Mozambique         |
| Sao Tomé-et-Principe | 0 - 1 | 1 - 3             | 1 - 2  | Guinée-Bissau      |
| Soudan du Sud        | 1 - 1 | 1 - 2             | 0 - 1  | Guinée équatoriale |
| Comores              | 1 - 1 | 1 - 3             | 0 - 2  | Togo               |
| Tchad                | 1 - 3 | 1 - 3             | 0 - 0  | Soudan             |
| Seychelles           | 0 - 3 | 0 - 10            | 0 - 7  | Rwanda             |

#### Deuxième tour
Les quatorze vainqueurs du premier tour rejoignent les vingt-six autres pays de la confédération dispensés de tour préliminaire. Ces quarante nations sont réparties dans dix groupes de quatre équipes et se rencontrent en matchs aller-retour au sein de chaque groupe. Les vainqueurs de groupe se qualifient pour le troisième tour.

##### Groupe A
| Rang | Équipe       | Pts | J | G | N | P | Bp | Bc | Diff |  | Résultats (▼ dom., ► ext.) |     |     |     |     |
| ---- | ------------ | --- | - | - | - | - | -- | -- | ---- |  | -------------------------- | --- | --- | --- | --- |
| 1    | Algérie      | 14  | 6 | 4 | 2 | 0 | 25 | 4  | +21  |  | Algérie                    |     | 2-2 | 6-1 | 8-0 |
| 2    | Burkina Faso | 12  | 6 | 3 | 3 | 0 | 12 | 4  | +8   |  | Burkina Faso               | 1-1 |     | 1-1 | 2-0 |
| 3    | Niger        | 7   | 6 | 2 | 1 | 3 | 13 | 17 | -4   |  | Niger                      | 0-4 | 0-2 |     | 7-2 |
| 4    | Djibouti     | 0   | 6 | 0 | 0 | 6 | 4  | 29 | -25  |  | Djibouti                   | 0-4 | 0-4 | 2-4 |     |

##### Groupe B
| Rang | Équipe             | Pts | J | G | N | P | Bp | Bc | Diff |  | Résultats (▼ dom., ► ext.) |     |     |     |     |
| ---- | ------------------ | --- | - | - | - | - | -- | -- | ---- |  | -------------------------- | --- | --- | --- | --- |
| 1    | Tunisie            | 13  | 6 | 4 | 1 | 1 | 11 | 2  | +9   |  | Tunisie                    |     | 3-0 | 3-1 | 3-0 |
| 2    | Guinée équatoriale | 11  | 6 | 3 | 2 | 1 | 6  | 5  | +1   |  | Guinée équatoriale         | 1-0 |     | 2-0 | 1-0 |
| 3    | Zambie             | 7   | 6 | 2 | 1 | 3 | 8  | 9  | -1   |  | Zambie                     | 0-2 | 1-1 |     | 4-0 |
| 4    | Mauritanie         | 2   | 6 | 0 | 2 | 4 | 2  | 11 | -9   |  | Mauritanie                 | 0-0 | 1-1 | 1-2 |     |

##### Groupe C
| Rang | Équipe       | Pts | J | G | N | P | Bp | Bc | Diff |  | Résultats (▼ dom., ► ext.) |     |     |     |     |
| ---- | ------------ | --- | - | - | - | - | -- | -- | ---- |  | -------------------------- | --- | --- | --- | --- |
| 1    | Nigeria      | 13  | 6 | 4 | 1 | 1 | 9  | 3  | +6   |  | Nigeria                    |     | 1-1 | 2-0 | 0-1 |
| 2    | Cap-Vert     | 11  | 6 | 3 | 2 | 1 | 8  | 6  | +2   |  | Cap-Vert                   | 1-2 |     | 1-0 | 2-1 |
| 3    | Liberia      | 6   | 6 | 2 | 0 | 4 | 5  | 8  | -3   |  | Liberia                    | 0-2 | 1-2 |     | 3-1 |
| 4    | Centrafrique | 4   | 6 | 1 | 1 | 4 | 4  | 9  | -5   |  | Centrafrique               | 0-2 | 1-1 | 0-1 |     |

##### Groupe D
| Rang | Équipe        | Pts | J | G | N | P | Bp | Bc | Diff |  | Résultats (▼ dom., ► ext.) |     |     |     |     |
| ---- | ------------- | --- | - | - | - | - | -- | -- | ---- |  | -------------------------- | --- | --- | --- | --- |
| 1    | Cameroun      | 15  | 6 | 5 | 0 | 1 | 12 | 3  | +9   |  | Cameroun                   |     | 1-0 | 3-1 | 2-0 |
| 2    | Côte d'Ivoire | 13  | 6 | 4 | 1 | 1 | 10 | 3  | +7   |  | Côte d'Ivoire              | 2-1 |     | 3-0 | 2-1 |
| 3    | Mozambique    | 4   | 6 | 1 | 1 | 4 | 2  | 8  | -6   |  | Mozambique                 | 0-1 | 0-0 |     | 1-0 |
| 4    | Malawi        | 3   | 6 | 1 | 0 | 5 | 2  | 12 | -10  |  | Malawi                     | 0-4 | 0-3 | 1-0 |     |

##### Groupe E
| Rang | Équipe  | Pts | J | G | N | P | Bp | Bc | Diff |  | Résultats (▼ dom., ► ext.) |     |     |     |     |
| ---- | ------- | --- | - | - | - | - | -- | -- | ---- |  | -------------------------- | --- | --- | --- | --- |
| 1    | Mali    | 16  | 6 | 5 | 1 | 0 | 11 | 0  | +11  |  | Mali                       |     | 1-0 | 5-0 | 1-0 |
| 2    | Ouganda | 9   | 6 | 2 | 3 | 1 | 3  | 2  | +1   |  | Ouganda                    | 0-0 |     | 1-1 | 1-0 |
| 3    | Kenya   | 6   | 6 | 1 | 3 | 2 | 4  | 9  | -5   |  | Kenya                      | 0-1 | 0-0 |     | 2-1 |
| 4    | Rwanda  | 1   | 6 | 0 | 1 | 5 | 2  | 9  | -7   |  | Rwanda                     | 0-3 | 0-1 | 1-1 |     |

##### Groupe F
| Rang | Équipe | Pts | J | G | N | P | Bp | Bc | Diff |  | Résultats (▼ dom., ► ext.) |     |     |     |     |
| ---- | ------ | --- | - | - | - | - | -- | -- | ---- |  | -------------------------- | --- | --- | --- | --- |
| 1    | Égypte | 14  | 6 | 4 | 2 | 0 | 10 | 4  | +6   |  | Égypte                     |     | 2-1 | 1-0 | 1-0 |
| 2    | Gabon  | 7   | 6 | 2 | 1 | 3 | 7  | 8  | -1   |  | Gabon                      | 1-1 |     | 1-0 | 2-0 |
| 3    | Libye  | 7   | 6 | 2 | 1 | 3 | 4  | 7  | -3   |  | Libye                      | 0-3 | 2-1 |     | 1-1 |
| 4    | Angola | 5   | 6 | 1 | 2 | 3 | 6  | 8  | -2   |  | Angola                     | 2-2 | 3-1 | 0-1 |     |

##### Groupe G
| Rang | Équipe         | Pts | J | G | N | P | Bp | Bc | Diff |  | Résultats (▼ dom., ► ext.) |     |     |     |     |
| ---- | -------------- | --- | - | - | - | - | -- | -- | ---- |  | -------------------------- | --- | --- | --- | --- |
| 1    | Ghana          | 13  | 6 | 4 | 1 | 1 | 7  | 3  | +4   |  | Ghana                      |     | 1-0 | 1-0 | 3-1 |
| 2    | Afrique du Sud | 13  | 6 | 4 | 1 | 1 | 6  | 2  | +4   |  | Afrique du Sud             | 1-0 |     | 1-0 | 1-0 |
| 3    | Éthiopie       | 5   | 6 | 1 | 2 | 3 | 4  | 7  | -3   |  | Éthiopie                   | 1-1 | 1-3 |     | 1-0 |
| 4    | Zimbabwe       | 2   | 6 | 0 | 2 | 4 | 2  | 7  | -5   |  | Zimbabwe                   | 0-1 | 0-0 | 1-1 |     |

##### Groupe H
| Rang | Équipe  | Pts | J | G | N | P | Bp | Bc | Diff |  | Résultats (▼ dom., ► ext.) |     |     |     |     |
| ---- | ------- | --- | - | - | - | - | -- | -- | ---- |  | -------------------------- | --- | --- | --- | --- |
| 1    | Sénégal | 16  | 6 | 5 | 1 | 0 | 15 | 4  | +11  |  | Sénégal                    |     | 2-0 | 4-1 | 2-0 |
| 2    | Togo    | 8   | 6 | 2 | 2 | 2 | 5  | 6  | -1   |  | Togo                       | 1-1 |     | 0-1 | 1-1 |
| 3    | Namibie | 5   | 6 | 1 | 2 | 3 | 5  | 10 | -5   |  | Namibie                    | 1-3 | 0-1 |     | 1-1 |
| 4    | Congo   | 3   | 6 | 0 | 3 | 3 | 5  | 10 | -5   |  | Congo                      | 1-3 | 1-2 | 1-1 |     |

##### Groupe I
| Rang | Équipe        | Pts | J | G | N | P | Bp | Bc | Diff |  | Résultats (▼ dom., ► ext.) |     |     |     |     |
| ---- | ------------- | --- | - | - | - | - | -- | -- | ---- |  | -------------------------- | --- | --- | --- | --- |
| 1    | Maroc         | 18  | 6 | 6 | 0 | 0 | 20 | 1  | +19  |  | Maroc                      |     | 5-0 | 3-0 | 2-0 |
| 2    | Guinée-Bissau | 6   | 6 | 1 | 3 | 2 | 5  | 11 | -6   |  | Guinée-Bissau              | 0-3 |     | 1-1 | 0-0 |
| 3    | Guinée        | 4   | 6 | 0 | 4 | 2 | 5  | 11 | -6   |  | Guinée                     | 1-4 | 0-0 |     | 2-2 |
| 4    | Soudan        | 3   | 6 | 0 | 3 | 3 | 5  | 12 | -7   |  | Soudan                     | 0-3 | 2-4 | 1-1 |     |

##### Groupe J
| Rang | Équipe     | Pts | J | G | N | P | Bp | Bc | Diff |  | Résultats (▼ dom., ► ext.) |     |     |     |     |
| ---- | ---------- | --- | - | - | - | - | -- | -- | ---- |  | -------------------------- | --- | --- | --- | --- |
| 1    | RD Congo   | 11  | 6 | 3 | 2 | 1 | 9  | 3  | +6   |  | RD Congo                   |     | 2-0 | 1-1 | 2-0 |
| 2    | Bénin      | 10  | 6 | 3 | 1 | 2 | 5  | 4  | +1   |  | Bénin                      | 1-1 |     | 0-1 | 2-0 |
| 3    | Tanzanie   | 8   | 6 | 2 | 2 | 2 | 6  | 8  | -2   |  | Tanzanie                   | 0-3 | 0-1 |     | 3-2 |
| 4    | Madagascar | 4   | 6 | 1 | 1 | 4 | 4  | 9  | -5   |  | Madagascar                 | 1-0 | 0-1 | 1-1 |     |

#### Troisième tour
Les dix équipes encore en course s'affrontent en matchs aller-retour à élimination directe. Les cinq vainqueurs des confrontations se qualifient pour la Coupe du monde.
Les matchs du troisième tour ont eu lieu les 25 et 29 mars 2022.
| Équipe   | Aller | Total             | Retour   | Équipe  |
| -------- | ----- | ----------------- | -------- | ------- |
| Égypte   | 1 - 0 | 1 - 1 (1 - 3 tab) | 0 - 1 ap | Sénégal |
| Cameroun | 0 - 1 | 2E - 2            | 2 - 1 ap | Algérie |
| Ghana    | 0 - 0 | 1E - 1            | 1 - 1    | Nigeria |
| RD Congo | 1 - 1 | 2 - 5             | 1 - 4    | Maroc   |
| Mali     | 0 - 1 | 0 - 1             | 0 - 0    | Tunisie |

### Amérique du Nord, Amérique centrale et Caraïbes (CONCACAF)

#### Format initialement prévu
La CONCACAF dévoilait le 10 juillet 2019 le format des éliminatoires de la Coupe du Monde de la FIFA 2022 : 
- Groupe hexagonal : Les six meilleures équipes de la CONCACAF selon le classement Classement FIFA de juin 2020 se rencontrent dans un groupe qualificatif en matches aller-retour, les trois premiers se qualifiant pour la Coupe du Monde.
- Tournoi non hexagonal : Les équipes restantes de la CONCACAF (classées de la 7e à 35e place de la zone selon le classement FIFA de juin 2020) sont réparties en huit groupes (cinq groupes de quatre équipes et trois groupes de trois équipes) disputés en matchs aller-retour. Les huit vainqueurs de groupe s'affrontent ensuite lors d'une phase à élimination directe en matchs aller-retour (des quarts de finale à la finale).
- Barrage : Le quatrième du groupe hexagonal affronte le vainqueur du tournoi non hexagonal pour se disputer une place en barrage intercontinental.

Cependant, à la suite de l'arrêt des compétitions dû à la pandémie de Covid-19, la CONCACAF décide le 27 juillet 2020 de modifier le format des éliminatoires, avec deux tours préliminaires suivis d'un tour final au cours duquel entrent en lice les cinq meilleures équipes de la CONCACAF selon le classement FIFA (voir paragraphes suivants).

#### Premier tour
Les équipes de la CONCACAF classées de la 6e à la 35e place de la zone selon le Classement FIFA de juillet 2020 sont réparties en six groupes de cinq équipes. Les confrontations se font sur un seul match. Chaque équipe dispute ainsi deux matchs à domicile et deux à l'extérieur. Les six vainqueurs de groupe se qualifient pour le second tour.

##### Groupe A
| Rang | Équipe                      | Pts | J | G | N | P | Bp | Bc | Diff |  | Résultats (▼ dom., ► ext.)  |     |     |     |     |     |
| ---- | --------------------------- | --- | - | - | - | - | -- | -- | ---- |  | --------------------------- | --- | --- | --- | --- | --- |
| 1    | Salvador                    | 10  | 4 | 3 | 1 | 0 | 13 | 1  | +12  |  | Salvador                    |     |     | 3-0 | 2-0 |     |
| 2    | Montserrat                  | 8   | 4 | 2 | 2 | 0 | 9  | 4  | +5   |  | Montserrat                  | 1-1 |     |     |     | 4-0 |
| 3    | Antigua-et-Barbuda          | 7   | 4 | 2 | 1 | 1 | 6  | 5  | +1   |  | Antigua-et-Barbuda          |     | 2-2 |     | 1-0 |     |
| 4    | Grenade                     | 3   | 4 | 1 | 0 | 3 | 2  | 5  | -3   |  | Grenade                     |     | 1-2 |     |     | 1-0 |
| 5    | Îles Vierges des États-Unis | 0   | 4 | 0 | 0 | 4 | 0  | 15 | -15  |  | Îles Vierges des États-Unis | 0-7 |     | 0-3 |     |     |

##### Groupe B
| Rang | Équipe       | Pts | J | G | N | P | Bp | Bc | Diff |  | Résultats (▼ dom., ► ext.) |      |     |     |     |     |
| ---- | ------------ | --- | - | - | - | - | -- | -- | ---- |  | -------------------------- | ---- | --- | --- | --- | --- |
| 1    | Canada       | 12  | 4 | 4 | 0 | 0 | 27 | 1  | +26  |  | Canada                     |      | 4-0 | 5-1 |     |     |
| 2    | Suriname     | 9   | 4 | 3 | 0 | 1 | 15 | 4  | +11  |  | Suriname                   |      |     | 6-0 |     | 3-0 |
| 3    | Bermudes     | 4   | 4 | 1 | 1 | 2 | 7  | 12 | -5   |  | Bermudes                   |      |     |     | 5-0 | 1-1 |
| 4    | Aruba        | 3   | 4 | 1 | 0 | 3 | 3  | 19 | -16  |  | Aruba                      | 0-7  | 0-6 |     |     |     |
| 5    | Îles Caïmans | 1   | 4 | 0 | 1 | 3 | 2  | 18 | -16  |  | Îles Caïmans               | 0-11 |     |     | 1-3 |     |

##### Groupe C
| Rang | Équipe                          | Pts | J | G | N | P | Bp | Bc | Diff |  | Résultats (▼ dom., ► ext.)      |     |     |     |      |     |
| ---- | ------------------------------- | --- | - | - | - | - | -- | -- | ---- |  | ------------------------------- | --- | --- | --- | ---- | --- |
| 1    | Curaçao                         | 10  | 4 | 3 | 1 | 0 | 15 | 1  | +14  |  | Curaçao                         |     | 0-0 |     | 5-0  |     |
| 2    | Guatemala                       | 10  | 4 | 3 | 1 | 0 | 14 | 0  | +14  |  | Guatemala                       |     |     | 1-0 | 10-0 |     |
| 3    | Cuba                            | 6   | 4 | 2 | 0 | 2 | 7  | 3  | +4   |  | Cuba                            | 1-2 |     |     |      | 5-0 |
| 4    | Saint-Vincent-et-les-Grenadines | 3   | 4 | 1 | 0 | 3 | 3  | 16 | -13  |  | Saint-Vincent-et-les-Grenadines |     |     | 0-1 |      | 3-0 |
| 5    | Îles Vierges britanniques       | 0   | 4 | 0 | 0 | 4 | 0  | 19 | -19  |  | Îles Vierges britanniques       | 0-8 | 0-3 |     |      |     |

##### Groupe D
| Rang | Équipe                 | Pts | J | G | N | P | Bp | Bc | Diff |  | Résultats (▼ dom., ► ext.) |      |     |     |     |     |
| ---- | ---------------------- | --- | - | - | - | - | -- | -- | ---- |  | -------------------------- | ---- | --- | --- | --- | --- |
| 1    | Panama                 | 12  | 4 | 4 | 0 | 0 | 19 | 1  | +18  |  | Panama                     |      | 3-0 | 1-0 |     |     |
| 2    | République dominicaine | 7   | 4 | 2 | 1 | 1 | 8  | 4  | +4   |  | République dominicaine     |      |     | 1-1 | 1-0 |     |
| 3    | Barbade                | 5   | 4 | 1 | 2 | 1 | 3  | 3  | 0    |  | Barbade                    |      |     |     | 1-1 | 1-0 |
| 4    | Dominique              | 4   | 4 | 1 | 1 | 2 | 5  | 4  | +1   |  | Dominique                  | 1-2  |     |     |     | 3-0 |
| 5    | Anguilla               | 0   | 4 | 0 | 0 | 4 | 0  | 23 | -23  |  | Anguilla                   | 0-13 | 0-6 |     |     |     |

##### Groupe E
| Rang | Équipe                  | Pts     | J       | G       | N       | P       | Bp      | Bc      | Diff    |  | Résultats (▼ dom., ► ext.) |      |     |     |     |
| ---- | ----------------------- | ------- | ------- | ------- | ------- | ------- | ------- | ------- | ------- |  | -------------------------- | ---- | --- | --- | --- |
| 1    | Haïti                   | 9       | 3       | 3       | 0       | 0       | 13      | 0       | +13     |  | Haïti                      |      | 1-0 | 2-0 |     |
| 2    | Nicaragua               | 6       | 3       | 2       | 0       | 1       | 10      | 1       | +9      |  | Nicaragua                  |      |     | 3-0 |     |
| 3    | Belize                  | 3       | 3       | 1       | 0       | 2       | 5       | 5       | 0       |  | Belize                     |      |     |     | 5-0 |
| 4    | Îles Turques-et-Caïques | 0       | 3       | 0       | 0       | 3       | 0       | 22      | -22     |  | Îles Turques-et-Caïques    | 0-10 | 0-7 |     |     |
| 0    | Sainte-Lucie            | Forfait | Forfait | Forfait | Forfait | Forfait | Forfait | Forfait | Forfait |  |                            |      |     |     |     |

##### Groupe F
| Rang | Équipe                     | Pts | J | G | N | P | Bp | Bc | Diff |  | Résultats (▼ dom., ► ext.) |     |     |     |     |     |
| ---- | -------------------------- | --- | - | - | - | - | -- | -- | ---- |  | -------------------------- | --- | --- | --- | --- | --- |
| 1    | Saint-Christophe-et-Niévès | 9   | 4 | 3 | 0 | 1 | 8  | 2  | +6   |  | Saint-Christophe-et-Niévès |     |     | 1-0 | 3-0 |     |
| 2    | Trinité-et-Tobago          | 8   | 4 | 2 | 2 | 0 | 6  | 1  | +5   |  | Trinité-et-Tobago          | 2-0 |     |     | 3-0 |     |
| 3    | Porto Rico                 | 7   | 4 | 2 | 1 | 1 | 10 | 2  | +8   |  | Porto Rico                 |     | 1-1 |     |     | 7-0 |
| 4    | Guyana                     | 3   | 4 | 1 | 0 | 3 | 4  | 8  | -4   |  | Guyana                     |     |     | 0-2 |     | 4-0 |
| 5    | Bahamas                    | 1   | 4 | 0 | 1 | 3 | 0  | 15 | -15  |  | Bahamas                    | 0-4 | 0-0 |     |     |     |

#### Deuxième tour
Les six vainqueurs de groupe du premier tour s'affrontent en matchs aller-retour à élimination directe. Les trois vainqueurs accèdent au tour final.
| Équipe                     | Aller | Total | Retour | Équipe   |
| -------------------------- | ----- | ----- | ------ | -------- |
| Haïti                      | 0 - 1 | 0 - 4 | 0 - 3  | Canada   |
| Panama                     | 2 - 1 | 2 - 1 | 0 - 0  | Curaçao  |
| Saint-Christophe-et-Niévès | 0 - 4 | 0 - 6 | 0 - 2  | Salvador |

#### Tour final
Les trois vainqueurs du deuxième tour rejoignent les cinq meilleures équipes de la CONCACAF sur la base du classement FIFA de juillet 2020 pour constituer un groupe unique au sein duquel les équipes s'affrontent en matchs aller-retour. Les trois premiers au classement final se qualifient pour la Coupe du monde, tandis que l'équipe classée quatrième se qualifie pour les barrages inter-continentaux.
| Rang | Équipe     | Pts | J  | G | N | P  | Bp | Bc | Diff |  | Résultats (▼ dom., ► ext.) |     |     |     |     |     |     |     |     |
| ---- | ---------- | --- | -- | - | - | -- | -- | -- | ---- |  | -------------------------- | --- | --- | --- | --- | --- | --- | --- | --- |
| 1    | Canada     | 28  | 14 | 8 | 4 | 2  | 23 | 7  | +16  |  | Canada                     |     | 2-1 | 2-0 | 1-0 | 4-1 | 4-0 | 3-0 | 1-1 |
| 2    | Mexique    | 28  | 14 | 8 | 4 | 2  | 17 | 8  | +9   |  | Mexique                    | 1-1 |     | 0-0 | 0-0 | 1-0 | 2-1 | 2-0 | 3-0 |
| 3    | États-Unis | 25  | 14 | 7 | 4 | 3  | 21 | 10 | +11  |  | États-Unis                 | 1-1 | 2-0 |     | 2-1 | 5-1 | 2-0 | 1-0 | 3-0 |
| 4    | Costa Rica | 25  | 14 | 7 | 4 | 3  | 13 | 8  | +5   |  | Costa Rica                 | 1-0 | 0-1 | 2-0 |     | 1-0 | 1-1 | 2-1 | 2-1 |
| 5    | Panama     | 21  | 14 | 6 | 3 | 5  | 17 | 19 | -2   |  | Panama                     | 1-0 | 1-1 | 1-0 | 0-0 |     | 3-2 | 2-1 | 1-1 |
| 6    | Jamaïque   | 11  | 14 | 2 | 5 | 7  | 12 | 22 | -10  |  | Jamaïque                   | 0-0 | 1-2 | 1-1 | 0-1 | 0-3 |     | 1-1 | 2-1 |
| 7    | Salvador   | 10  | 14 | 2 | 4 | 8  | 8  | 18 | -10  |  | Salvador                   | 0-2 | 0-2 | 0-0 | 1-2 | 1-0 | 1-1 |     | 0-0 |
| 8    | Honduras   | 4   | 14 | 0 | 4 | 10 | 7  | 26 | -19  |  | Honduras                   | 0-2 | 0-1 | 1-4 | 0-0 | 2-3 | 0-2 | 0-2 |     |

### Amérique du Sud (CONMEBOL)
Comme pour chaque Coupe du monde depuis 1998, les pays sud-américains s’affrontent dans un groupe qualificatif unique en matchs aller-retour. Les quatre premiers sont qualifiés et le cinquième dispute un barrage intercontinental.
| Rang | Équipe    | Pts | J   | G  | N | P  | Bp | Bc | Diff |  | Résultats (▼ dom., ► ext.) |     |        |     |     |     |     |     |     |     |     |
| ---- | --------- | --- | --- | -- | - | -- | -- | -- | ---- |  | -------------------------- | --- | ------ | --- | --- | --- | --- | --- | --- | --- | --- |
| 1    | Brésil    | 45  | 17* | 14 | 3 | 0  | 40 | 5  | +35  |  | Brésil                     |     | annulé | 4-1 | 2-0 | 2-0 | 1-0 | 4-0 | 4-0 | 5-0 | 1-0 |
| 2    | Argentine | 39  | 17* | 11 | 6 | 0  | 27 | 8  | +19  |  | Argentine                  | 0-0 |        | 3-0 | 1-0 | 1-0 | 1-0 | 1-1 | 1-1 | 3-0 | 3-0 |
| 3    | Uruguay   | 28  | 18  | 8  | 4 | 6  | 22 | 22 | 0    |  | Uruguay                    | 0-2 | 0-1    |     | 1-0 | 1-0 | 0-0 | 2-1 | 0-0 | 4-2 | 4-1 |
| 4    | Équateur  | 26  | 18  | 7  | 5 | 6  | 27 | 19 | +8   |  | Équateur                   | 1-1 | 1-1    | 4-2 |     | 1-2 | 6-1 | 0-0 | 2-0 | 3-0 | 1-0 |
| 5    | Pérou     | 24  | 18  | 7  | 3 | 8  | 19 | 22 | -3   |  | Pérou                      | 2-4 | 0-2    | 1-1 | 1-1 |     | 0-3 | 2-0 | 2-0 | 3-0 | 1-0 |
| 6    | Colombie  | 23  | 18  | 5  | 8 | 5  | 20 | 19 | +1   |  | Colombie                   | 0-0 | 2-2    | 0-3 | 0-0 | 0-1 |     | 3-1 | 0-0 | 3-0 | 3-0 |
| 7    | Chili     | 19  | 18  | 5  | 4 | 9  | 19 | 26 | -7   |  | Chili                      | 0-1 | 1-2    | 0-2 | 0-2 | 2-0 | 2-2 |     | 2-0 | 1-1 | 3-0 |
| 8    | Paraguay  | 16  | 18  | 3  | 7 | 8  | 12 | 26 | -14  |  | Paraguay                   | 0-2 | 0-0    | 0-1 | 3-1 | 2-2 | 1-1 | 0-1 |     | 2-2 | 2-1 |
| 9    | Bolivie   | 15  | 18  | 4  | 3 | 11 | 23 | 42 | -19  |  | Bolivie                    | 0-4 | 1-2    | 3-0 | 2-3 | 1-0 | 1-1 | 2-3 | 4-0 |     | 3-1 |
| 10   | Venezuela | 10  | 18  | 3  | 1 | 14 | 14 | 34 | -20  |  | Venezuela                  | 1-3 | 1-3    | 0-0 | 2-1 | 1-2 | 0-1 | 2-1 | 0-1 | 4-1 |     |

Note (*) : La rencontre Brésil-Argentine, qui a été arrêtée en cours de match en septembre 2021, aurait dû être rejouée mais sa reprogrammation trop tardive — le 22 septembre 2022 — entre deux équipes déjà qualifiées a conduit à son annulation : le résultat aurait en effet été sans la moindre incidence sur le classement final du groupe.

### Océanie (OFC)
Le 28 juillet 2020, l'OFC a annoncé qu'elle avait soumis une proposition à la FIFA pour organiser les éliminatoires, tout en prenant en compte la pandémie de COVID-19.
- Premier tour : les 11 équipes de l'OFC seraient réparties en deux groupes sur la base de leur classement FIFA et joueraient des matches aller-retour simples dans des lieux centralisés. Les deux premières équipes de chaque groupe se qualifieraient pour le deuxième tour.
- Deuxième tour : les quatre équipes disputeraient des matches aller-retour à élimination directe, sous un format demi-finale/finale. Le vainqueur se qualifierait pour les barrages intercontinentaux.

Cependant, des retards persistants ont empêché la planification d'un calendrier sur la base du format proposé. En juin 2021, l'OFC a déclaré qu'elle continuait d'étudier différentes options pour la mise en place de cette phase de qualification pour la Coupe du Monde 2022.
En octobre 2021, la FIFA indique qu'elle peut organiser un tournoi de qualification regroupant 7 à 8 équipes océaniennes du 14 mars au 5 avril 2022 au Qatar, dont le vainqueur sera qualifié pour un barrage intercontinental .
Le 29 novembre 2021, la FIFA précise le format de ces éliminatoires et modifie les dates de la compétition, qui se déroule désormais du 14 au 30 mars 2022 au Qatar. Les Samoa et les Samoa américaines ayant déclaré forfait, 9 équipes sont engagées dans cette compétition qui se déroule en quatre phases :
- Un match de barrage préliminaire entre les deux associations les moins bien classées au classement FIFA
- Une phase de groupes avec deux groupes de quatre équipes
- Des demi-finales avec les deux meilleures équipes de chaque groupe
- Une finale.

Le tirage au sort a lieu le 29 novembre 2021.

#### Match de barrage préliminaire
| Équipe | Score        | Équipe    |
| ------ | ------------ | --------- |
| Tonga  | forfait - Q. | Îles Cook |

Le 28 janvier 2022, la FIFA annonce le retrait des Tonga des éliminatoires à la suite de l'éruption du Hunga Tonga en 2022. Ce forfait permet aux Îles Cook de se qualifier sans jouer et d'accéder au  groupe A du tournoi de qualification de l'Océanie.

#### Phase de groupes

##### Groupe A
À la suite du forfait des Îles Cook et du Vanuatu en raison de cas positifs au COVID-19 au sein des équipes, il y a finalement un seul match à jouer dans le groupe A entre les Îles Salomon et Tahiti, toutes deux assurées par conséquent de qualification pour le tour suivant. Le 23 mars 2022, la FIFA annonce que ce match permettant de déterminer le premier (et le second) de ce groupe A va se jouer selon la formule « à élimination directe », avec donc possibilité de prolongation et de tirs au but en cas d'égalité.
| Équipe       | Score | Équipe |
| ------------ | ----- | ------ |
| Îles Salomon | 3 - 1 | Tahiti |

##### Groupe B
| Rang | Équipe                    | Pts | J | G | N | P | Bp | Bc | Diff |  | Résultats                 |     |     |     |     |
| ---- | ------------------------- | --- | - | - | - | - | -- | -- | ---- |  | ------------------------- | --- | --- | --- | --- |
| 1    | Nouvelle-Zélande          | 9   | 3 | 3 | 0 | 0 | 12 | 1  | +11  |  | Nouvelle-Zélande          |     |     | 4-0 | 7-1 |
| 2    | Papouasie-Nouvelle-Guinée | 6   | 3 | 2 | 0 | 1 | 3  | 2  | +1   |  | Papouasie-Nouvelle-Guinée | 0-1 |     |     | 1-0 |
| 3    | Fidji                     | 3   | 3 | 1 | 0 | 2 | 3  | 7  | -4   |  | Fidji                     |     | 1-2 |     |     |
| 4    | Nouvelle-Calédonie        | 0   | 3 | 0 | 0 | 3 | 2  | 10 | -8   |  | Nouvelle-Calédonie        |     |     | 1-2 |     |

#### Demi-finales
| Équipe           | Score | Équipe                    |
| ---------------- | ----- | ------------------------- |
| Îles Salomon     | 3 - 2 | Papouasie-Nouvelle-Guinée |
| Nouvelle-Zélande | 1 - 0 | Tahiti                    |

#### Finale
| Équipe       | Score | Équipe           |
| ------------ | ----- | ---------------- |
| Îles Salomon | 0 - 5 | Nouvelle-Zélande |

### Europe (UEFA)
En raison de la situation sanitaire en Europe, l'UEFA anticipe une structure de qualification dépendant en partie des résultats de la Ligue des nations de l'UEFA 2020-2021, toutefois dans une moindre mesure que les barrages de qualification de l'UEFA Euro 2020. Elle maintient la structure habituelle de l'UEFA "phase de groupes / séries éliminatoires" avec quelques amendements. Ainsi les quatre équipes qualifiées pour la Phase finale de la Ligue des nations de l'UEFA 2020-2021 sont placées chacune dans un groupe de cinq équipes afin d'avoir moins de matchs de qualification à disputer, ce qui permet un aménagement de calendrier pour la tenue des quatre derniers matchs de la Ligue des nations.

#### Premier tour
Les 55 équipes de l'UEFA affiliées à la FIFA au moment du tirage au sort sont réparties en dix groupes (cinq de six équipes et cinq de cinq équipes), chaque équipe rencontrant tous les adversaires au sein de son groupe en matchs aller et retour. Les dix vainqueurs de groupe se qualifient directement pour la Coupe du Monde au Qatar et les dix seconds de groupe ainsi que les deux meilleures équipes de la ligue des Nation 2020-2021 se qualifient pour la deuxième phase (barrages).

##### Groupe A
| Rang | Équipe               | Pts | J | G | N | P | Bp | Bc | Diff |  | Résultats (▼ dom., ► ext.) |     |     |     |     |     |
| ---- | -------------------- | --- | - | - | - | - | -- | -- | ---- |  | -------------------------- | --- | --- | --- | --- | --- |
| 1    | Serbie               | 20  | 8 | 6 | 2 | 0 | 18 | 9  | +9   |  | Serbie                     |     | 2-2 | 3-2 | 4-1 | 3-1 |
| 2    | Portugal             | 17  | 8 | 5 | 2 | 1 | 17 | 6  | +11  |  | Portugal                   | 1-2 |     | 2-1 | 5-0 | 1-0 |
| 3    | République d'Irlande | 9   | 8 | 2 | 3 | 3 | 11 | 8  | +3   |  | République d'Irlande       | 1-1 | 0-0 |     | 0-1 | 1-1 |
| 4    | Luxembourg           | 9   | 8 | 3 | 0 | 5 | 8  | 18 | -10  |  | Luxembourg                 | 0-1 | 1-3 | 0-3 |     | 2-1 |
| 5    | Azerbaïdjan          | 1   | 8 | 0 | 1 | 7 | 5  | 18 | -13  |  | Azerbaïdjan                | 1-2 | 0-3 | 0-3 | 1-3 |     |

##### Groupe B
| Rang | Équipe  | Pts | J | G | N | P | Bp | Bc | Diff |  | Résultats (▼ dom., ► ext.) |     |     |     |     |     |
| ---- | ------- | --- | - | - | - | - | -- | -- | ---- |  | -------------------------- | --- | --- | --- | --- | --- |
| 1    | Espagne | 19  | 8 | 6 | 1 | 1 | 15 | 5  | +10  |  | Espagne                    |     | 1-0 | 1-1 | 4-0 | 3-1 |
| 2    | Suède   | 15  | 8 | 5 | 0 | 3 | 12 | 6  | +6   |  | Suède                      | 2-1 |     | 2-0 | 1-0 | 3-0 |
| 3    | Grèce   | 10  | 8 | 2 | 4 | 2 | 8  | 8  | 0    |  | Grèce                      | 0-1 | 2-1 |     | 1-1 | 1-1 |
| 4    | Géorgie | 7   | 8 | 2 | 1 | 5 | 7  | 13 | -6   |  | Géorgie                    | 1-2 | 2-0 | 0-2 |     | 0-1 |
| 5    | Kosovo  | 5   | 8 | 1 | 2 | 5 | 5  | 15 | -10  |  | Kosovo                     | 0-2 | 0-3 | 1-1 | 1-2 |     |

##### Groupe C
| Rang | Équipe          | Pts | J | G | N | P | Bp | Bc | Diff |  | Résultats (▼ dom., ► ext.) |     |     |     |     |     |
| ---- | --------------- | --- | - | - | - | - | -- | -- | ---- |  | -------------------------- | --- | --- | --- | --- | --- |
| 1    | Suisse          | 18  | 8 | 5 | 3 | 0 | 15 | 2  | +13  |  | Suisse                     |     | 0-0 | 2-0 | 4-0 | 1-0 |
| 2    | Italie          | 16  | 8 | 4 | 4 | 0 | 13 | 2  | +11  |  | Italie                     | 1-1 |     | 2-0 | 1-1 | 5-0 |
| 3    | Irlande du Nord | 9   | 8 | 2 | 3 | 3 | 6  | 7  | -1   |  | Irlande du Nord            | 0-0 | 0-0 |     | 0-0 | 1-0 |
| 4    | Bulgarie        | 8   | 8 | 2 | 2 | 4 | 6  | 14 | -8   |  | Bulgarie                   | 1-3 | 0-2 | 2-1 |     | 1-0 |
| 5    | Lituanie        | 3   | 8 | 1 | 0 | 7 | 4  | 19 | -15  |  | Lituanie                   | 0-4 | 0-2 | 1-4 | 3-1 |     |

##### Groupe D
| Rang | Équipe             | Pts | J | G | N | P | Bp | Bc | Diff |  | Résultats (▼ dom., ► ext.) |     |     |     |     |     |
| ---- | ------------------ | --- | - | - | - | - | -- | -- | ---- |  | -------------------------- | --- | --- | --- | --- | --- |
| 1    | France             | 18  | 8 | 5 | 3 | 0 | 18 | 3  | +15  |  | France                     |     | 1-1 | 2-0 | 1-1 | 8-0 |
| 2    | Ukraine            | 12  | 8 | 2 | 6 | 0 | 11 | 8  | +3   |  | Ukraine                    | 1-1 |     | 1-1 | 1-1 | 1-1 |
| 3    | Finlande           | 11  | 8 | 3 | 2 | 3 | 10 | 10 | 0    |  | Finlande                   | 0-2 | 1-2 |     | 2-2 | 1-0 |
| 4    | Bosnie-Herzégovine | 7   | 8 | 1 | 4 | 3 | 9  | 12 | -3   |  | Bosnie-Herzégovine         | 0-1 | 0-2 | 1-3 |     | 2-2 |
| 5    | Kazakhstan         | 3   | 8 | 0 | 3 | 5 | 5  | 20 | -15  |  | Kazakhstan                 | 0-2 | 2-2 | 0-2 | 0-2 |     |

##### Groupe E
| Rang | Équipe         | Pts | J | G | N | P | Bp | Bc | Diff |  | Résultats (▼ dom., ► ext.) |     |     |     |     |     |
| ---- | -------------- | --- | - | - | - | - | -- | -- | ---- |  | -------------------------- | --- | --- | --- | --- | --- |
| 1    | Belgique       | 20  | 8 | 6 | 2 | 0 | 25 | 6  | +19  |  | Belgique                   |     | 3-1 | 3-0 | 3-1 | 8-0 |
| 2    | Pays de Galles | 15  | 8 | 4 | 3 | 1 | 14 | 9  | +5   |  | Pays de Galles             | 1-1 |     | 1-0 | 0-0 | 5-1 |
| 3    | Tchéquie       | 14  | 8 | 4 | 2 | 2 | 14 | 9  | +5   |  | Tchéquie                   | 1-1 | 2-2 |     | 2-0 | 1-0 |
| 4    | Estonie        | 4   | 8 | 1 | 1 | 6 | 9  | 21 | -12  |  | Estonie                    | 2-5 | 0-1 | 2-6 |     | 2-0 |
| 5    | Biélorussie    | 3   | 8 | 1 | 0 | 7 | 7  | 24 | -17  |  | Biélorussie                | 0-1 | 2-3 | 0-2 | 4-2 |     |

##### Groupe F
| Rang | Équipe     | Pts | J  | G | N | P | Bp | Bc | Diff |  | Résultats (▼ dom., ► ext.) |     |     |     |     |     |     |
| ---- | ---------- | --- | -- | - | - | - | -- | -- | ---- |  | -------------------------- | --- | --- | --- | --- | --- | --- |
| 1    | Danemark   | 27  | 10 | 9 | 0 | 1 | 30 | 3  | +27  |  | Danemark                   |     | 2-0 | 5-0 | 1-0 | 3-1 | 8-0 |
| 2    | Écosse     | 23  | 10 | 7 | 2 | 1 | 17 | 7  | +10  |  | Écosse                     | 2-0 |     | 3-2 | 2-2 | 4-0 | 1-0 |
| 3    | Israël     | 16  | 10 | 5 | 1 | 4 | 23 | 21 | +2   |  | Israël                     | 0-2 | 1-1 |     | 5-2 | 3-2 | 2-1 |
| 4    | Autriche   | 16  | 10 | 5 | 1 | 4 | 19 | 17 | +2   |  | Autriche                   | 0-4 | 0-1 | 4-2 |     | 3-1 | 4-1 |
| 5    | Îles Féroé | 4   | 10 | 1 | 1 | 8 | 7  | 23 | -16  |  | Îles Féroé                 | 0-1 | 0-1 | 0-4 | 0-2 |     | 2-1 |
| 6    | Moldavie   | 1   | 10 | 0 | 1 | 9 | 5  | 30 | -25  |  | Moldavie                   | 0-4 | 0-2 | 1-4 | 0-2 | 1-1 |     |

##### Groupe G
| Rang | Équipe     | Pts | J  | G | N | P  | Bp | Bc | Diff |  | Résultats (▼ dom., ► ext.) |     |     |     |     |     |     |
| ---- | ---------- | --- | -- | - | - | -- | -- | -- | ---- |  | -------------------------- | --- | --- | --- | --- | --- | --- |
| 1    | Pays-Bas   | 23  | 10 | 7 | 2 | 1  | 33 | 8  | +25  |  | Pays-Bas                   |     | 6-1 | 2-0 | 4-0 | 2-0 | 6-0 |
| 2    | Turquie    | 21  | 10 | 6 | 3 | 1  | 27 | 16 | +11  |  | Turquie                    | 4-2 |     | 1-1 | 2-2 | 3-3 | 6-0 |
| 3    | Norvège    | 18  | 10 | 5 | 3 | 2  | 15 | 8  | +7   |  | Norvège                    | 1-1 | 0-3 |     | 2-0 | 0-0 | 5-1 |
| 4    | Monténégro | 12  | 10 | 3 | 3 | 4  | 14 | 15 | -1   |  | Monténégro                 | 2-2 | 1-2 | 0-1 |     | 0-0 | 4-1 |
| 5    | Lettonie   | 9   | 10 | 2 | 3 | 5  | 11 | 14 | -3   |  | Lettonie                   | 0-1 | 1-2 | 0-2 | 1-2 |     | 3-1 |
| 6    | Gibraltar  | 0   | 10 | 0 | 0 | 10 | 4  | 43 | -39  |  | Gibraltar                  | 0-7 | 0-3 | 0-3 | 0-3 | 1-3 |     |

##### Groupe H
| Rang | Équipe    | Pts | J  | G | N | P | Bp | Bc | Diff |  | Résultats (▼ dom., ► ext.) |     |     |     |     |     |     |
| ---- | --------- | --- | -- | - | - | - | -- | -- | ---- |  | -------------------------- | --- | --- | --- | --- | --- | --- |
| 1    | Croatie   | 23  | 10 | 7 | 2 | 1 | 21 | 4  | +17  |  | Croatie                    |     | 1-0 | 2-2 | 3-0 | 1-0 | 3-0 |
| 2    | Russie    | 22  | 10 | 7 | 1 | 2 | 19 | 6  | +13  |  | Russie                     | 0-0 |     | 1-0 | 2-1 | 6-0 | 2-0 |
| 3    | Slovaquie | 14  | 10 | 3 | 5 | 2 | 17 | 10 | +7   |  | Slovaquie                  | 0-1 | 2-1 |     | 2-2 | 2-0 | 2-2 |
| 4    | Slovénie  | 14  | 10 | 4 | 2 | 4 | 13 | 12 | +1   |  | Slovénie                   | 1-0 | 1-2 | 1-1 |     | 2-1 | 1-0 |
| 5    | Chypre    | 5   | 10 | 1 | 2 | 7 | 4  | 21 | -17  |  | Chypre                     | 0-3 | 0-2 | 0-0 | 1-0 |     | 2-2 |
| 6    | Malte     | 5   | 10 | 1 | 2 | 7 | 9  | 30 | -21  |  | Malte                      | 1-7 | 1-3 | 0-6 | 0-4 | 3-0 |     |

##### Groupe I
| Rang | Équipe      | Pts | J  | G | N | P  | Bp | Bc | Diff |  | Résultats (▼ dom., ► ext.) |      |     |     |     |     |     |
| ---- | ----------- | --- | -- | - | - | -- | -- | -- | ---- |  | -------------------------- | ---- | --- | --- | --- | --- | --- |
| 1    | Angleterre  | 26  | 10 | 8 | 2 | 0  | 39 | 3  | +36  |  | Angleterre                 |      | 2-1 | 5-0 | 1-1 | 4-0 | 5-0 |
| 2    | Pologne     | 20  | 10 | 6 | 2 | 2  | 30 | 11 | +19  |  | Pologne                    | 1-1  |     | 4-1 | 1-2 | 3-0 | 5-0 |
| 3    | Albanie     | 18  | 10 | 6 | 0 | 4  | 12 | 12 | 0    |  | Albanie                    | 0-2  | 0-1 |     | 1-0 | 1-0 | 5-0 |
| 4    | Hongrie     | 17  | 10 | 5 | 2 | 3  | 19 | 13 | +6   |  | Hongrie                    | 0-4  | 3-3 | 0-1 |     | 2-1 | 4-0 |
| 5    | Andorre     | 6   | 10 | 2 | 0 | 8  | 8  | 24 | -16  |  | Andorre                    | 0-5  | 1-4 | 0-1 | 1-4 |     | 2-0 |
| 6    | Saint-Marin | 0   | 10 | 0 | 0 | 10 | 1  | 46 | -45  |  | Saint-Marin                | 0-10 | 1-7 | 0-2 | 0-3 | 0-3 |     |

##### Groupe J
| Rang | Équipe            | Pts | J  | G | N | P | Bp | Bc | Diff |  | Résultats (▼ dom., ► ext.) |     |     |     |     |     |     |
| ---- | ----------------- | --- | -- | - | - | - | -- | -- | ---- |  | -------------------------- | --- | --- | --- | --- | --- | --- |
| 1    | Allemagne         | 27  | 10 | 9 | 0 | 1 | 36 | 4  | +32  |  | Allemagne                  |     | 1-2 | 2-1 | 6-0 | 3-0 | 9-0 |
| 2    | Macédoine du Nord | 18  | 10 | 5 | 3 | 2 | 23 | 11 | +12  |  | Macédoine du Nord          | 0-4 |     | 0-0 | 0-0 | 3-1 | 5-0 |
| 3    | Roumanie          | 17  | 10 | 5 | 2 | 3 | 13 | 8  | +5   |  | Roumanie                   | 0-1 | 3-2 |     | 1-0 | 0-0 | 2-0 |
| 4    | Arménie           | 12  | 10 | 3 | 3 | 4 | 9  | 20 | -11  |  | Arménie                    | 1-4 | 0-5 | 3-2 |     | 2-0 | 1-1 |
| 5    | Islande           | 9   | 10 | 2 | 3 | 5 | 12 | 18 | -6   |  | Islande                    | 0-4 | 2-2 | 0-2 | 1-1 |     | 4-0 |
| 6    | Liechtenstein     | 1   | 10 | 0 | 1 | 9 | 2  | 34 | -32  |  | Liechtenstein              | 0-2 | 0-4 | 0-2 | 0-1 | 1-4 |     |

#### Deuxième tour (Barrages)
Le deuxième tour  se dispute en deux phases :
- la première phase oppose les dix équipes classées deuxièmes de leur groupe et les deux meilleures nations non qualifiées via les éliminatoires basés sur les résultats de la Ligue des nations.
- la deuxième phase voit s'affronter les six équipes qualifiées de la première phase.

Les trois gagnants des barrages se qualifient pour la Coupe du monde.
| Équipe            | Position |
| ----------------- | --- |
| Portugal          | 2e du groupe A |
| Suède             | 2e du groupe B |
| Italie            | 2e du groupe C |
| Ukraine           | 2e du groupe D |
| Pays de Galles    | 2e du groupe E |
| Écosse            | 2e du groupe F |
| Turquie           | 2e du groupe G |
| Russie            | 2e du groupe H |
| Pologne           | 2e du groupe I |
| Macédoine du Nord | 2e du groupe J |
| Autriche          | Une des deux meilleures nations non qualifiées via les éliminatoires basés sur les résultats de la Ligue des nations |
| Tchéquie          | Une des deux meilleures nations non qualifiées via les éliminatoires basés sur les résultats de la Ligue des nations |

Afin de déterminer les six têtes de série pour les barrages, un classement comparatif des deuxièmes de groupe est établi par l'UEFA. En raison des différences entre groupes de cinq et de six équipes, les deux matchs joués contre le sixième (dernier) dans les groupes comprenant six équipes ne sont pas pris en compte.
En cas d'égalité de points les équipes sont départagées suivant :
1. la différence de buts
2. le nombre de buts marqués
3. le nombre de buts marqués à l'extérieur
4. le nombre de victoires
5. le nombre de victoires à l'extérieur
6. le plus faible total de points disciplinaires, en fonction des cartons jaunes et rouges reçus par les joueurs ou l'encadrement de l'équipe (carton rouge = trois points, carton jaune = un point, expulsion après deux cartons jaunes dans un match = trois points)
7. la position dans la composition des ligues de la ligue des nations de l'UEFA 2020-2021

| Rang | Équipe                    | Pts | J | G | N | P | Bp | Bc | Diff |
| ---- | ------------------------- | --- | - | - | - | - | -- | -- | ---- |
| 1    | Portugal (gr. A)          | 17  | 8 | 5 | 2 | 1 | 17 | 6  | +11  |
| 2    | Écosse (gr. F)            | 17  | 8 | 5 | 2 | 1 | 14 | 7  | +7   |
| 3    | Italie (gr. C)            | 16  | 8 | 4 | 4 | 0 | 13 | 2  | +11  |
| 4    | Russie (gr. H)            | 16  | 8 | 5 | 1 | 2 | 14 | 5  | +9   |
| 5    | Suède (gr. B)             | 15  | 8 | 5 | 0 | 3 | 12 | 6  | +6   |
| 6    | Pays de Galles (gr. E)    | 15  | 8 | 4 | 3 | 1 | 14 | 9  | +5   |
| 7    | Turquie (gr. G)           | 15  | 8 | 4 | 3 | 1 | 18 | 16 | +2   |
| 8    | Pologne (gr. I)           | 14  | 8 | 4 | 2 | 2 | 18 | 10 | +8   |
| 9    | Macédoine du Nord (gr. J) | 12  | 8 | 3 | 3 | 2 | 14 | 11 | +3   |
| 10   | Ukraine (gr. D)           | 12  | 8 | 2 | 6 | 0 | 11 | 8  | +3   |

| Têtes de série | 2d chapeau        |
| -------------- | ----------------- |
| Portugal       | Turquie           |
| Écosse         | Pologne           |
| Italie         | Macédoine du Nord |
| Russie         | Ukraine           |
| Suède          | Autriche          |
| Pays de Galles | Tchéquie          |

Voie A
|  | Demi-finale                                  | Demi-finale                                  | Demi-finale                                  | Demi-finale                                  |                |                | Finale                                      | Finale                                      | Finale                                      | Finale                                      |
|  |                                              |                                              |                                              |                                              |                |                |                                             |                                             |                                             |                                             |
|  | 24 mars 2022 - Cardiff City Stadium, Cardiff | 24 mars 2022 - Cardiff City Stadium, Cardiff | 24 mars 2022 - Cardiff City Stadium, Cardiff | 24 mars 2022 - Cardiff City Stadium, Cardiff |                |                | 5 juin 2022 - Cardiff City Stadium, Cardiff | 5 juin 2022 - Cardiff City Stadium, Cardiff | 5 juin 2022 - Cardiff City Stadium, Cardiff | 5 juin 2022 - Cardiff City Stadium, Cardiff |
|  | Pays de Galles                               | Pays de Galles                               | 2                                            | 2                                            |                |                | 5 juin 2022 - Cardiff City Stadium, Cardiff | 5 juin 2022 - Cardiff City Stadium, Cardiff | 5 juin 2022 - Cardiff City Stadium, Cardiff | 5 juin 2022 - Cardiff City Stadium, Cardiff |
|  | Pays de Galles                               | Pays de Galles                               | 2                                            | 2                                            |                |                | 5 juin 2022 - Cardiff City Stadium, Cardiff | 5 juin 2022 - Cardiff City Stadium, Cardiff | 5 juin 2022 - Cardiff City Stadium, Cardiff | 5 juin 2022 - Cardiff City Stadium, Cardiff |
|  | Autriche                                     | Autriche                                     | 1                                            | 1                                            |                |                | 5 juin 2022 - Cardiff City Stadium, Cardiff | 5 juin 2022 - Cardiff City Stadium, Cardiff | 5 juin 2022 - Cardiff City Stadium, Cardiff | 5 juin 2022 - Cardiff City Stadium, Cardiff |
|  | Autriche                                     | Autriche                                     | 1                                            | 1                                            | Pays de Galles | Pays de Galles | 1                                           | 1                                           |                                             |                                             |
|  | 1er juin 2022 - Hampden Park, Glasgow        |                                              |                                              |                                              | Pays de Galles | Pays de Galles | 1                                           | 1                                           |                                             |                                             |
|  |                                              |                                              | Ukraine                                      | Ukraine                                      | 0              | 0              |                                             |                                             |                                             |                                             |
|  | Écosse                                       | Écosse                                       | Ukraine                                      | Ukraine                                      | 0              | 0              | 1                                           | 1                                           |                                             |                                             |
|  | Écosse                                       | Écosse                                       |                                              |                                              |                |                |                                             | 1                                           |                                             |                                             |
|  | Ukraine                                      | Ukraine                                      | 3                                            | 3                                            |                |                |                                             |                                             |                                             |                                             |
|  | Ukraine                                      | Ukraine                                      | 3                                            | 3                                            |                |                |                                             |                                             |                                             |                                             |

Voie B
|  | Demi-finale                         | Demi-finale | Demi-finale | Demi-finale |         |         | Finale                                   | Finale | Finale | Finale |
|  |                                     |             |             |             |         |         |                                          |        |        |        |
|  |                                     |             |             |             |         |         | 29 mars 2022 - Stade de Silésie, Chorzów |        |        |        |
|  | Russie                              | Russie      | DSQ         | DSQ         |         |         |                                          |        |        |        |
|  | Russie                              | Russie      | DSQ         | DSQ         |         |         |                                          |        |        |        |
|  | Pologne                             | Pologne     | Q.          | Q.          |         |         |                                          |        |        |        |
|  | Pologne                             | Pologne     | Q.          | Q.          | Pologne | Pologne | 2                                        | 2      |        |        |
|  | 24 mars 2022 - Friends Arena, Solna |             |             |             | Pologne | Pologne | 2                                        | 2      |        |        |
|  |                                     |             | Suède       | Suède       | 0       | 0       |                                          |        |        |        |
|  | Suède                               | Suède       | Suède       | Suède       | 0       | 0       | 1 ap                                     | 1 ap   |        |        |
|  | Suède                               | Suède       |             |             |         |         |                                          | 1 ap   |        |        |
|  | Tchéquie                            | Tchéquie    | 0           | 0           |         |         |                                          |        |        |        |
|  | Tchéquie                            | Tchéquie    | 0           | 0           |         |         |                                          |        |        |        |

Voie C
|  | Demi-finale                                 | Demi-finale                           | Demi-finale                           | Demi-finale                           |          |          | Finale                                | Finale                                | Finale                                | Finale                                |
|  |                                             |                                       |                                       |                                       |          |          |                                       |                                       |                                       |                                       |
|  | 24 mars 2022 - Stade du Dragon, Porto       | 24 mars 2022 - Stade du Dragon, Porto | 24 mars 2022 - Stade du Dragon, Porto | 24 mars 2022 - Stade du Dragon, Porto |          |          | 29 mars 2022 - Stade du Dragon, Porto | 29 mars 2022 - Stade du Dragon, Porto | 29 mars 2022 - Stade du Dragon, Porto | 29 mars 2022 - Stade du Dragon, Porto |
|  | Portugal                                    | Portugal                              | 3                                     | 3                                     |          |          | 29 mars 2022 - Stade du Dragon, Porto | 29 mars 2022 - Stade du Dragon, Porto | 29 mars 2022 - Stade du Dragon, Porto | 29 mars 2022 - Stade du Dragon, Porto |
|  | Portugal                                    | Portugal                              | 3                                     | 3                                     |          |          | 29 mars 2022 - Stade du Dragon, Porto | 29 mars 2022 - Stade du Dragon, Porto | 29 mars 2022 - Stade du Dragon, Porto | 29 mars 2022 - Stade du Dragon, Porto |
|  | Turquie                                     | Turquie                               | 1                                     | 1                                     |          |          | 29 mars 2022 - Stade du Dragon, Porto | 29 mars 2022 - Stade du Dragon, Porto | 29 mars 2022 - Stade du Dragon, Porto | 29 mars 2022 - Stade du Dragon, Porto |
|  | Turquie                                     | Turquie                               | 1                                     | 1                                     | Portugal | Portugal | 2                                     | 2                                     |                                       |                                       |
|  | 24 mars 2022 - Stade Renzo-Barbera, Palerme |                                       |                                       |                                       | Portugal | Portugal | 2                                     | 2                                     |                                       |                                       |
|  |                                             |                                       | Macédoine du Nord                     | Macédoine du Nord                     | 0        | 0        |                                       |                                       |                                       |                                       |
|  | Italie                                      | Italie                                | Macédoine du Nord                     | Macédoine du Nord                     | 0        | 0        | 0                                     | 0                                     |                                       |                                       |
|  | Italie                                      | Italie                                |                                       |                                       |          |          |                                       | 0                                     |                                       |                                       |
|  | Macédoine du Nord                           | Macédoine du Nord                     | 1                                     | 1                                     |          |          |                                       |                                       |                                       |                                       |
|  | Macédoine du Nord                           | Macédoine du Nord                     | 1                                     | 1                                     |          |          |                                       |                                       |                                       |                                       |

### Barrages intercontinentaux
Les barrages intercontinentaux concernent quatre équipes : une d'Amérique du Nord, centrale et Caraïbes (CONCACAF), une d'Amérique du Sud (CONMEBOL), une d'Asie (AFC) et une d'Océanie (OFC). Ils se dérouleront pour la première fois en match unique. Les deux matchs de barrages seront disputés les 13 et 14 juin 2022 à Doha au Qatar, pays hôte de la Coupe du monde. Les deux vainqueurs de ces barrages seront les derniers qualifiés pour la phase finale de la Coupe du monde.

#### Barrage Asie - Amérique du Sud
| Équipe    | Score                | Équipe |
| --------- | -------------------- | ------ |
| Australie | 0 - 0 ap (5 - 4) tab | Pérou  |

#### Barrage Amérique du Nord - Océanie
| Équipe     | Score | Équipe           |
| ---------- | ----- | ---------------- |
| Costa Rica | 1 - 0 | Nouvelle-Zélande |